# كلية أورسولين
كلية أورسولين هي كلية كاثوليكية صغيرة في بيبر بايك بولاية أوهايو في الولايات المتحدة. تأسست الكلية في عام 1871 لعى يد راهبات أورسولين من كليفلاند وكانت واحدة من أقدم مؤسسات التعليم العالي للنساء في الولايات المتحدة وأول كلية نسائية كاثوليكية في أوهايو.

## برامج الجامعة
تقدم كلية أورسولين مجموعة متنوعة من الدراسات الجامعية والدراسات العليا، بما في ذلك 30 برنامجًا جامعيًا و9 برامج للدراسات العليا و10 برامج لإتمام الدراسة. بلغ عدد الطلاب في عام 2016 في كلية أورسولين 1,175 طالبة، بنسبة 56 ٪ من الطلاب الجامعيين و44 ٪ من طلاب الدراسات العليا. في حين لا تزال تركز البرامج الجامعية التقليدية على المرأة، فإن جميع البرامج ترحب بالنساء والرجال على حد سواء.

## موقع الجامعة
يقع الحرم الجامعي على بعد حوالي 10 أميال خارج كليفلاند و30 ميل خارج آكرون. يتميز حرم جامعة أورسولين بمساحاته الخضراء، ويضم 12 مبنى تعليميًا، بما في ذلك أحدث مركز أخت ديانا ستانو الرياضي، ومركز باركر هينيفين للفنون والعلوم الإبداعية، ومركز الأسقف أنتوني م. بيلا.

## الألعاب الرياضية
يشارك فرق جامعة أورسولين كعضو في الجمعية الوطنية للرياضيين الجامعيين في القسم الثاني. يعتبر فريق السهام Arrows عضوًا في مؤتمر ألعاي القوى بالغرب الأوسط Great Midwest Athletic (G-MAC) ، لكنه اعتاد أن يكون عضوًا في المؤتمر الأمريكي للشرق الأوسط الذي تم إلغاء نشاطه حاليًا (AMeC) حتى موسم 2011-12. تشمل الرياضات النسائية كرة السلة، والبولينج وكرة المضرب والجولف ولاكروس وكرة القدم والكرة اللينة والسباحة والغوص والتنس والمضمار والميدان والكرة الطائرة.

## روابط خارجية
- Ursuline College
- Ralph M. Besse Library
- Ursuline Arrows Athletics
- U.S. News & World Report profile